# Cratere Ninsar
Ninsar  è un cratere sulla superficie di Cerere.